# Улрих III фон Ортенбург
Улрих III фон Ортенбург (на немски: Ulrich III fon Ortenburg; * 1532; † 14 юли 1586 в дворец Зьолденау в Ортенбург, Бавария) е граф от Ортенбург-Нойортенбург.

## Произход
Той е третият син на граф Александер фон Ортенбург (1501 – 1548) и съпругата му фрайин Регина Бианка фон Волкенщайн-Тростбург († 1539), дъщеря на фрайхер Михаел фон Волкенщайн († 1523), рицар на ордена на златното руно, и Барбара фон Турн († 1509).
Брат е на Йохан III фон Ортенбург (* 1529; † 22 февруари 1568) и Хайнрих VII (IX) фон Ортенбург (* 1531; † 1531).

## Фамилия
Първи брак: ок. 1558 г. се жени за Катарина фон Дегенберг († 4 октомври 1570), дъщеря на Ханс VII цу Дегенберг, Шварцах-Вайсенщайн († 26 юли 1559) и Катарина фон Фрайберг († 9 януари 1586). Те имат децата:
- Елеонора фон Ортенбург (* 29 октомври 1559; † 23 юли 1592, Пирхенбарт при Виена)
- Катарина фон Ортенбург (* 10 юни 1561; † 20 май 1598, Виена), омъжена на 25 ноември 1584 г. за фрайхер Волфганг V фон Йоргер († 7 март 1613)
- Хайнрих IX фон Ортенбург (* 16 юли 1563; † млад)

Втори брак: през 1571 г. се жени за Катарина фон Валдбург (* 6 юни 1545; † 12 ноември 1590), дъщеря на Трушсес Георг IV фон Валдбург-Волфег-Цайл-Валдзе (1523 – 1556/1557) и Йохана фон Раполтщайн (1525 – 1569). Те имат децата:
- Карл II фон Ортенбург (* 1572; † 8 ноември 1591 в Падуа)
- Георг IV фон Ортенбург (* 7 октомври 1573; † 12 април 1627 в Бургхаузен), граф на Ортенбург-Нойортенбург (1603 – 1627), женен на 26 септември 1601 г. за графиня Анна Мария фон Лайнинген-Дагсбург-Фалкенбург († сл. 1631)
- Йохана фон Ортенбург (* 11 юли 1575; † 2 октомври 1626, Велс)